# 許正民
許正民（韓語：허정민，1982年11月11日—），韓國男演員，中學時期曾於菲律賓留學4年。

## 演出作品

### 電視劇
- 1995年：SBS《沙漏》飾演 江宇錫(少年)
- 1998年：KBS《龍之淚》
- 1998年：KBS《新世代報告 大人們不明白》
- 2002年：MBC《紅豆女之戀》
- 2003年：MBC《我的麻煩男友》
- 2003年：MBC《1%的可能性》
- 2003年：MBC《迴轉木馬》飾演 喬臻的弟弟
- 2004年：SBS《嫂嫂19歲》飾演 韓強標
- 2005年：SBS《露露公主》飾演 政敏
- 2005年：MBC《第五共和國》
- 2006年：KBS《那女人的選擇》
- 2006年：KBS《再見先生》飾演 尹玄瑞沒血緣的弟弟
- 2007年：KBS《京城绯聞》飾演 申世紀
- 2007年：MBC《香丹傳》飾演 房子
- 2008年：CGV《18歲未婚媽媽的秘密》
- 2011年：MBN《愈發霸氣》
- 2012年：KBS《大王之夢》飾演 扶餘泰
- 2013年：SBS《我戀愛的一切》飾演 徐允基
- 2014年：EBS《Pluto秘密敢死隊》
- 2014年：tvN《不要戀愛要結婚》飾演 李勳東
- 2015年：MBC《輝煌或瘋狂》飾演 梁奎達
- 2015年：KBS《全都會好的》飾演 張鎮國
- 2016年：tvN《又，吳海英》飾演 朴勳
- 2017年：tvN《內向的老闆》飾演 嚴善奉
- 2017年：KBS《Go Back夫婦》飾演 安在宇
- 2018年：OCN《那個男人 吳秀》飾演 吳加那
- 2018年：tvN《百日的郎君》飾演 金株吉
- 2018年：JTBC《Beauty Inside》飾演 變身的韓世界（特別出演）
- 2018年：tvN《頂級巨星柳白》飾演 南照
- 2019年：MBC《有瑕疵的人們》飾演 朴賢秀
- 2021年：SBS《Penthouse 3》飾演 許教授
- 2021年：KBS《戀慕》飾演 具別監
- 2022年：KBS《美男堂》飾演 司法催眠師
- 2022年：tvN《精神教練諸葛吉》饰演 皮斯托尔·朴
- 2023年：tvN《閃亮的西瓜》飾演 金正修（特別出演）
- 2024年：tvN《因为不想吃亏》饰演 尹泰亨

### 電影
- 2005年：《蘇格拉底先生》

## 外部連結
- 許正民的Instagram帳戶
- 許正民的X（前Twitter）
- 許正民在NAVER上的资料
- 許正民在互联网电影资料库（IMDb）上的資料（英文）
- 許正民在HanCinema的頁面（英文）